# Nadeschda Alexejewna Makrogusowa
Nadeschda Alexejewna Makrogusowa (russisch Надежда Алексеевна Макрогузова, englische Transkription: Nadezda Makroguzova; * 2. April 1997 in Krasnodar) ist eine russische Beachvolleyballspielerin.

## Karriere
Makrogusowa erreichte 2012 bei der U18-Europameisterschaft in Brünn mit Anna Gorbunowa den fünften Platz. Ein Jahr später musste sich das Duo bei der U19-Weltmeisterschaft in Porto erst im Finale den Brasilianerinnen Duda und Tainá Silva geschlagen geben. Mit Darja Rudych spielte Makrogusowa bei den Anapa Open ihr erstes Turnier der FIVB World Tour und in Moskau auch den ersten Grand Slam. Anschließend gewann sie mit derselben Partnerin die U18-Europameisterschaft in Maladsetschna im Endspiel gegen das deutsche Duo Schneider/Welsch. Am Jahresende trat sie in Xiamen und Phuket mit ihrer Schwester Jekaterina und in Durban mit Gorubunowa an.
Bei der Europameisterschaft 2014 in Quartu Sant’Elena kamen Makrogusowa/Rudych als Gruppendritte in die erste K.-o.-Runde, in der sie sich dem spanischen Duo Liliana/Baquerizo geschlagen geben mussten. Davor und danach erreichten sie zwei neunte Plätze bei Satellite-Turnieren der CEV, während sie auf der World Tour keine vorderen Platzierungen schafften. Bei der U21-WM in Larnaka schieden sie früh aus. Danach wurden sie jedoch Fünfte der U19-WM in Porto, Vierte der Olympischen Jugendspiele in Nanjing und Neunte der U22-EM in Fethiye. 2015 wurde Makrogusowa bei den Satellite-Turnieren in Maladsetschna mit ihrer Schwester und in Timișoara mit Olga Motritsch jeweils Vierte. Das gleiche Ergebnis erreichte sie mit Xenija Dabischa bei der U22-EM in Macedo de Cavaleiros. Bei der U20-EM in Larnaka gewann sie mit Swetlana Cholomina die Bronzemedaille. Anschließend wurde sie mit Motritsch bei den Open-Turnieren in Sotschi und Antalya jeweils Neunte.
Auf der World Tour 2016 war der 17. Platz in Sotschi das beste Ergebnis für Makrogusowa/Motritsch. Bei der U21-WM in Luzern verloren Makrogusowa/Cholomina erst im Finale gegen die Brasilianerinnen Duda und Ana Patrícia. Bei der Europameisterschaft 2016 in Biel/Bienne trat sie mit Anastassija Barsuk an. Als Gruppendritter unterlag das Duo im ersten K.-o.-Spiel den Schweizerinnen Betschart/Hüberli. Bei der U22-EM in Thessaloniki wurde Makrogusowa mit Cholomina Fünfte. 2017 bildete sie ein neues Duo mit der zweimaligen Olympiateilnehmerin Jekaterina Birlowa, das beim ersten gemeinsamen FIVB-Turnier in Fort Lauderdale den neunten Rang belegte. In Baden gewannen Makrogusowa/Cholomina die U22-EM mit einem Finalsieg gegen die Rumäninnen Matei/Vaida. Das CEV-Masters am gleichen Ort verloren Makrogusowa/Birlowa gegen das deutsche Duo Laboureur/Sude. Seit 2018 ist Cholomina Makrogusowas Partnerin auf der FIVB World Tour. Sie gewannen das 1-Stern Turnier in Anapa und konnten in Jūrmala den Vorjahreserfolg bei der U22-Europameisterschaft wiederholen. Bei einigen 4- und 5-Sterne-Turnieren erreichten sie Top-Ten-Platzierungen. Auf der World Tour 2019 setzten die Russinnen ihre Erfolgsserie fort. Nach fünften Plätzen bei den 4-Sterne Turnieren in Itapema und Warschau gelang Cholomina/Makrogusowa bei der Weltmeisterschaft in Hamburg ebenfalls Platz fünf. Anschließend erreichten sie Platz neun beim 5-Sterne Major Turnier in Gstaad und siegten beim 4-Sterne Turnier in Espinho. Nach einer schwächeren Heim-EM 2019, bei der Makrogusowa/Cholomina bereits in der ersten K.-o.-Runde ausschieden, gewannen sie ein Jahr später in Jūrmala die Bronzemedaille.
Auf der World Tour 2021 hatten Cholomina/Makrogusowa ausschließlich Top-Ten-Platzierungen. Im Juni gewannen sie in Moskau die russische Meisterschaft. Bei den Olympischen Spielen 2021 in Tokio erreichten sie als Erste ihrer Vorrundengruppe das Achtelfinale, in dem sie gegen die Lettinnen Graudiņa / Kravčenoka ausschieden. Beim World Tour Finale in Cagliari belegten Cholomina/Makrogusowa den vierten Platz.